# Quercus macdonaldii
Quercus macdonaldii är en bokväxtart som beskrevs av Edward Lee Greene och Albert Kellogg. Quercus macdonaldii ingår i släktet ekar, och familjen bokväxter. IUCN kategoriserar arten globalt som sårbar. Inga underarter finns listade.